# Lucy Salani
Lucy Salani (Fossano, 12 de agosto de 1924 - Bolonia, 22 de marzo de 2023) fue una activista por los derechos de las personas trans y antifascista italiana. Es considerada la única persona transgénero italiana que sobrevivió a los campos de concentración nazis.
Nacida en Fossano y criada en Bolonia, se entendía que Salani era un hombre homosexual antes de someterse a una cirugía de reasignación de género. Declarada antifascista, desertó de los ejércitos fascista italiano y alemán nazi durante la Segunda Guerra Mundial, antes de ser capturada y deportada al campo de concentración de Dachau en 1944, donde permaneció hasta la liberación del campo por las tropas estadounidenses en abril de 1945. Tras su liberación y el final de la guerra, Salani vivió en Roma, Turín y París, antes de completar su transición en Londres. Luego regresó a Bolonia en la década de 1980 y finalmente pasó el resto de su vida en esa ciudad.
La historia de Salani se popularizó durante la década de 2010, ya que la escritora y directora Gabriella Romano le dedicó una biografía y un documental.

## Biografía

### Primeros años
Lucy Salani nació en Fossano, Piamonte, en 1924. Posteriormente se mudó a Bolonia con su familia, que tenía orígenes emilianos y la criaron con valores antifascistas. Sin embargo, fue rechazada por su padre y sus hermanos debido a su homosexualidad, y tuvo que mantener ocultas sus relaciones con otros hombres para evitar la persecución del régimen fascista.

### Segunda Guerra Mundial y deportación a Dachau
En agosto de 1943, tras el comienzo de la Segunda Guerra Mundial, fue llamada al ejército italiano, ya que el servicio militar se había hecho obligatorio para toda la juventud.Después de un intento fallido de deserción, fue enviada a servir en Cormòns, en la región de Friul-Venecia Julia. Sin embargo, logró desertar del ejército poco después del Armisticio de Cassibile, regresando a Bolonia y reuniéndose con sus padres, que habían huido a Mirandola. Sin embargo, por temor a poner en peligro a su entorno familiar, Salani se reincorporó al ejército y posteriormente se vio obligada a unirse a un grupo del ejército alemán nazi en Suviana, donde fue asignada a la guerra antiaérea. Sin embargo, desertó con éxito una vez más: después de arrojarse al agua helada y contraer neumonía como resultado, logró escapar del hospital al que la habían llevado en Bolonia.
Pasó los siguientes meses sobreviviendo en la ciudad como prostituta, teniendo incluso como clientes a varios oficiales alemanes. Sin embargo, durante una reunión con uno de sus clientes oficiales de la Wehrmacht en un hotel, la policía irrumpió en el edificio y la arrestó luego de enterarse de su deserción. Posteriormente fue encerrada en el sótano de una granja cerca de Padua, de donde logró escapar gracias a una cerradura rota, solo para ser atrapada nuevamente en Mirandola. Luego fue encarcelada en Bolonia y Módena, antes de ser llevada a Verona, ya que se llevó a cabo un proceso penal militar en su contra. Aunque Salani fue originalmente sentenciada a muerte, persuadió con éxito al general alemán Albert Kesselring para que le concediera un indulto, y en su lugar fue enviada a un campo de trabajo en Bernau, Alemania. También logró escapar del campo, junto con otro prisionero, que más tarde fue asesinado por oficiales alemanes durante su fuga. Después de llegar a la frontera entre Austria e Italia en tren, Salani fue atrapada una vez más.
Salani fue deportada al campo de concentración de Dachau, donde quedó marcada con el triángulo rojo, destinado a los presos políticos y desertores. A pesar de haber sido torturada repetidamente por oficiales nazis, sobrevivió durante seis meses, hasta que las tropas estadounidenses finalmente liberaron el campo en abril de 1945; en ese momento, tenía 20 años. El día de su liberación, sobrevivió a un tiroteo masivo por parte de los nazis, pero resultó herida en la rodilla y cayó entre los cadáveres de otros prisioneros, antes de que los soldados estadounidenses finalmente la encontraran con vida. Según el movimiento italiano por los derechos trans, Salani fue la única persona transgénero en el país que sobrevivió al encarcelamiento y la tortura en los campos de concentración nazis.

### Tras la Segunda Guerra Mundial
Trabajó como tapicera y vivió en Roma y Turín. También viajó mucho, como parte de un grupo de cabaré, a menudo visitaba París, y frecuentaba a la comunidad trans local.
A mediados de la década de 1980, se mudó a Londres, donde se sometió a una cirugía de reasignación de género. Sin embargo, decidió no cambiar su nombre legal, afirmando que era sagrado para ella, ya que se lo habían dado sus padres, y preguntó por qué una mujer no podía llamarse "Luciano".

### Reconocimiento público y fallecimiento
Salani regresó a Bolonia durante la década de 1980 para cuidar de sus padres. También fue una activa antifascista, así como defensora de los derechos LGBT.
Su historia llamó la atención del público por primera vez en 2009, cuando la escritora y directora Gabriella Romano escribió una biografía sobre su vida, llamada Il mio nome è Lucy. L'Italia del XX secolo nei ricordi di una transessuale. En 2011, Romano también dirigió una película documental centrada en la activista, titulada Essere Lucy.
En 2014, fue entrevistada por el director Gianni Amelio como parte de su documental Felice chi è diverso. En enero de 2018, fue invitada a participar en una manifestación organizada por las asociaciones de derechos LGBT Arcigay y Arcilesbica con motivo del Día Internacional de Conmemoración en Memoria de las Víctimas del Holocausto. En aquella ocasión dijo: «Es imposible olvidar y perdonar. Algunas noches, todavía sueño con las cosas más horribles que vi, y siento que todavía estoy allí, y por eso quiero que la gente sepa lo que pasó en los campos de concentración, para que no vuelva a pasar».
En enero de 2018, varios periódicos, incluidos Le Matin de Suiza, la revista francesa Têtu y el Corriere della Sera de Italia, informaron que Lucy vivía en la pobreza y era rechazada por muchos hospicios locales. Mientras tanto, recibió ayuda y apoyo de voluntarios del colectivo trans.
En noviembre de 2019, el presidente de Arcigay Roma, Francesco Angeli, pidió al presidente italiano Sergio Mattarella que nominara a Salani como senadora vitalicia.
En 2021, se estrenó un nuevo documental sobre la vida de Salani, llamado C'è un soffio di vita soltanto, dirigido por Matteo Botrugno y Daniele Coluccini. El documental, cuyo título fue tomado de un verso final de un poema escrito por la propia Salani, describía su vida cotidiana en Bolonia y su regreso a Dachau, donde había sido invitada por el 75.º aniversario de la liberación del campo de concentración.
En el verano de 2022, el ayuntamiento de Bolonia la honró por su activismo.
Salani falleció la noche del 21 al 22 de marzo de 2023, a los 98 años.

## Filmografía
- Essere Lucy (2011)[8]
- Felice chi è diverso (2014)[19]
- C'è un soffio di vita soltanto (2021)[22]